# Реметеа-Лунка (Тимиш)
Реметеа-Лунка (рум. Remetea-Luncă) насеље је у Румунији у округу Тимиш у општини Манаштиур. Oпштина се налази на надморској висини од 142 m.

## Прошлост
По "Румунској енциклопедији" помиње се место "Ремета Ливада", први пут 1514. године, као насеље  калуђера из Манастира.
Аустријски царски ревизор Ерлер је 1774. године констатовао да место "Ремете" припада Лунгшком округу, Лугожког дистрикта. Становници су били Власи. Био је 1797. године ту парох поп Петар Поповић (рукоп. 1775) који се служио само румунским језиком.

## Становништво
Према подацима из 2002. године у насељу је живело 456 становника, од којих су сви румунске националности.